# بنای یادبود پیروزی (آنکارا)
بنای یادبود پیروزی (ترکی استانبولی: Zafer Anıtı) بنایی برنزی در آنکارا پایتخت ترکیه می‌باشد. که در سال ۱۹۲۷ ساخته شده‌است. از نگاره این بنا بر روی یک سری از پول‌ها نیز چاپ شده‌است.

## نگارخانه

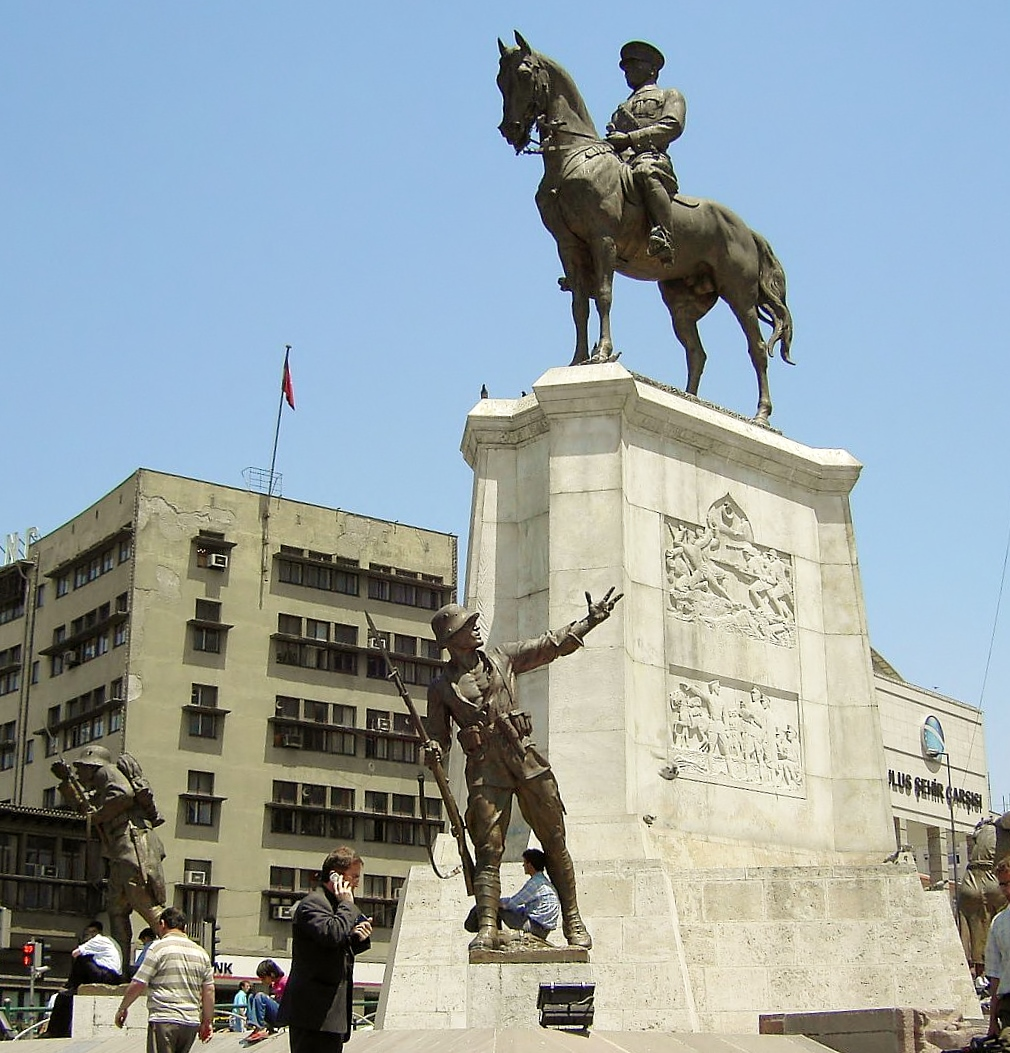
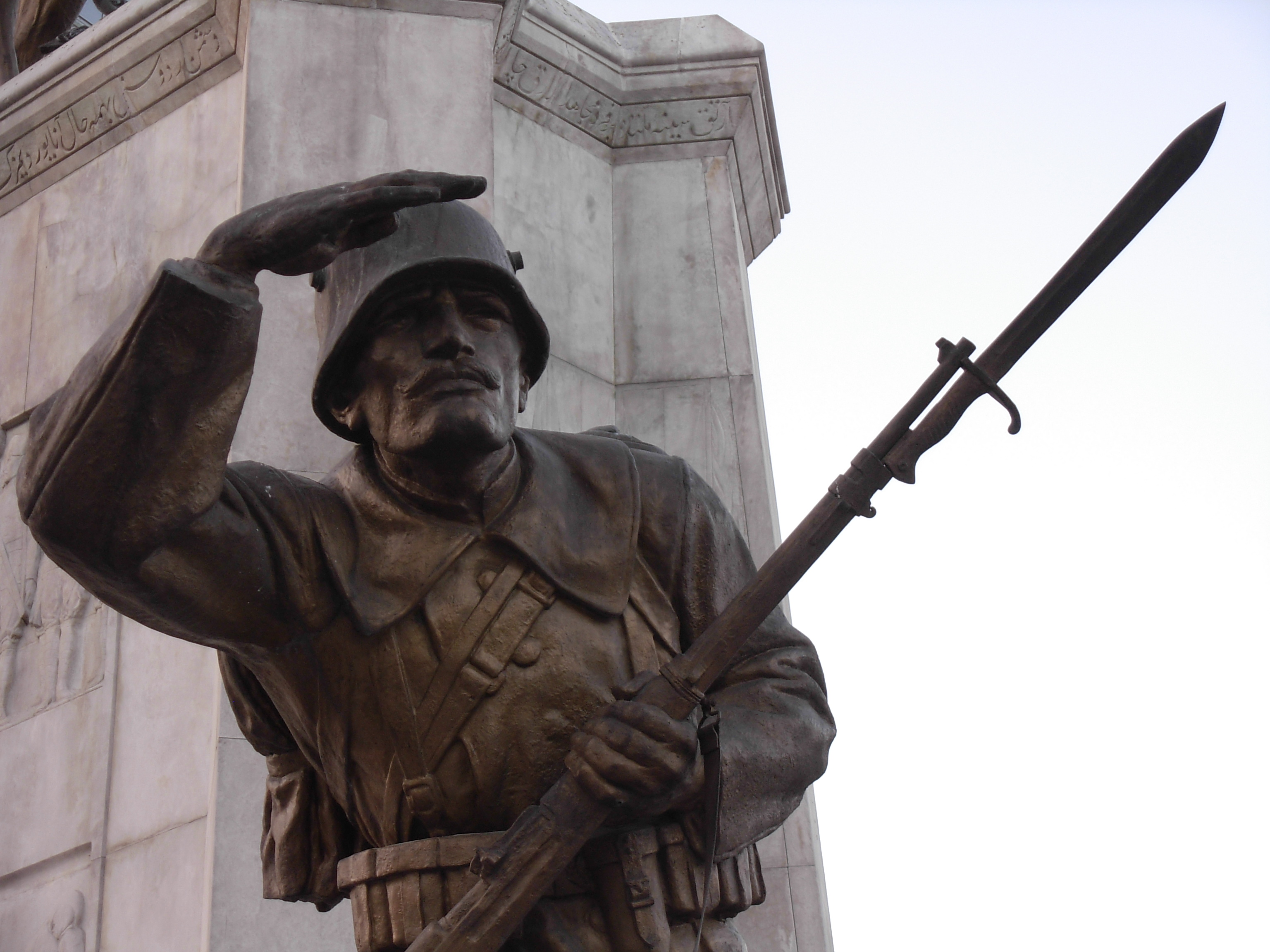
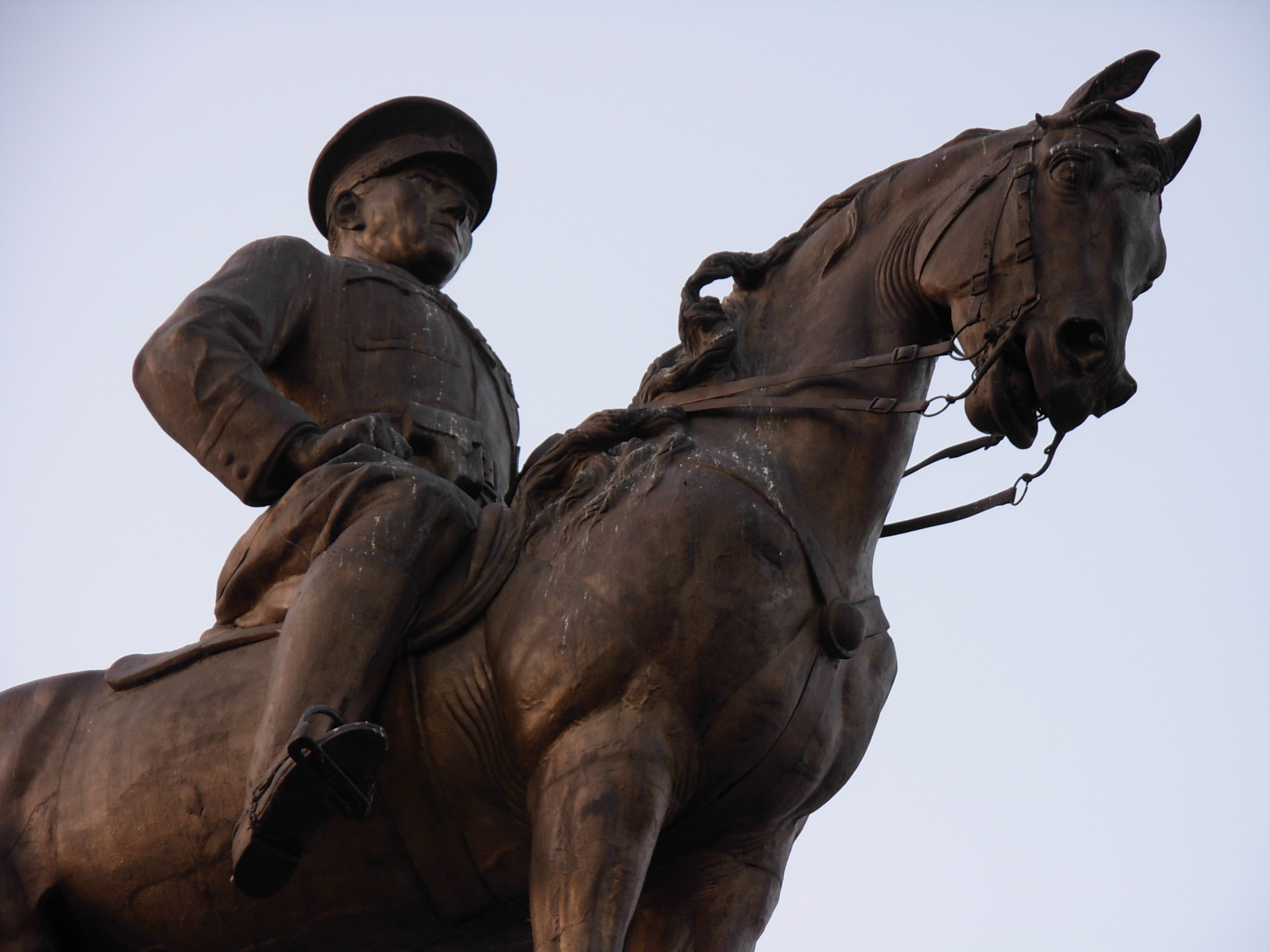
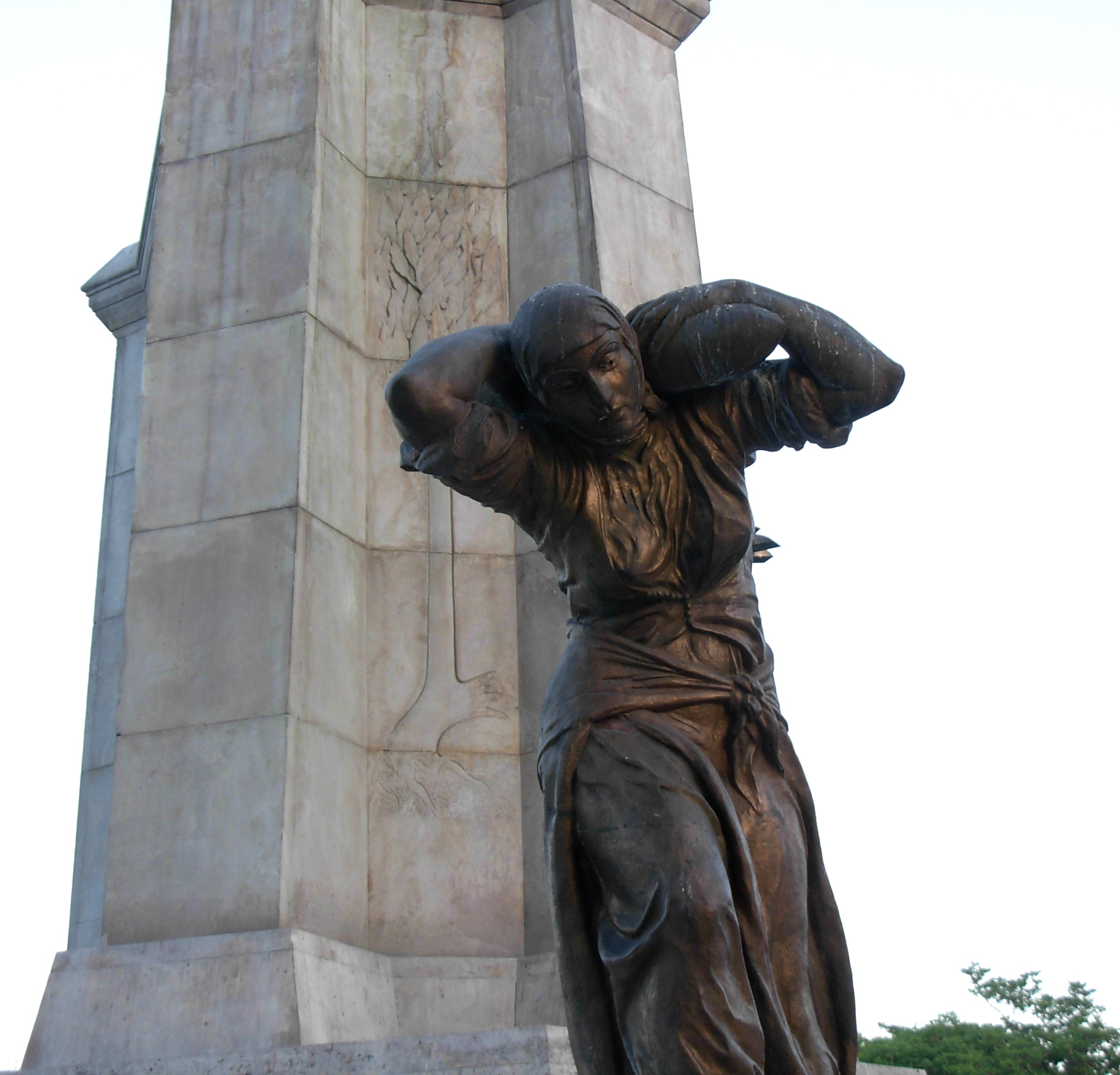
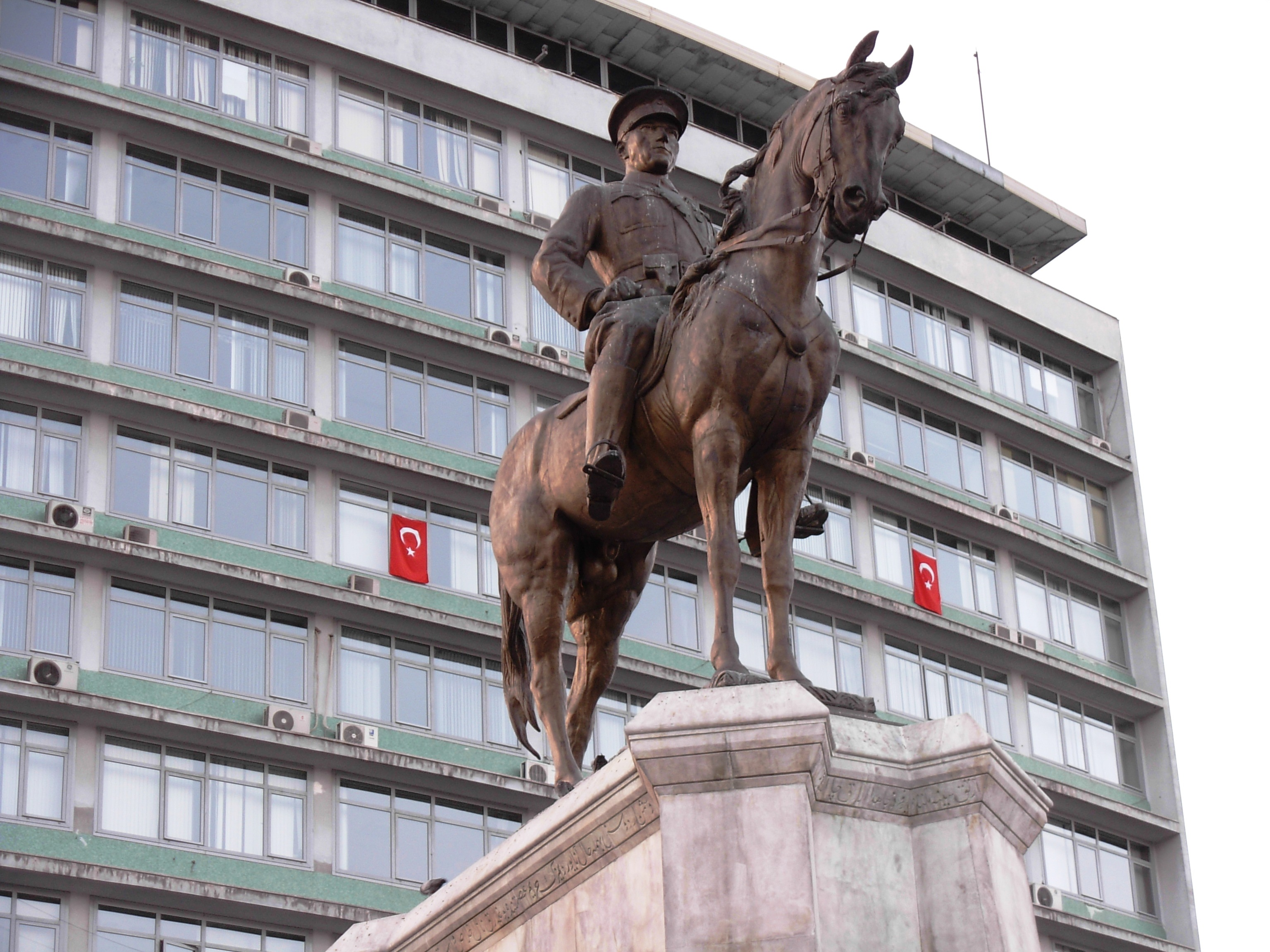